# Río Sardinata
Le río Sardinata est une rivière de Colombie et du Venezuela.

## Géographie
Le río Sardinata prend sa source sur le versant est de la serranía de Los Motilones, au nord de la cordillère Orientale, dans la municipalité de Sardinata (département de Norte de Santander). Il coule ensuite vers le nord, passe au Venezuela au niveau de la municipalité de Tibú, puis rejoint le río Catatumbo dans l'État de Zulia.